# 荒漠袋鼠
荒漠袋鼠（Caloprymnus campestris），又名沙漠大袋鼠，是已滅絕的有袋類，生活在昆士蘭西南部及澳洲東北部的砂脊及礫漠。牠們的大小如細小的兔，可以高速奔馳一段長時間。牠們日間會躲在巢中，夜間才出來覓食。牠們單獨生活，可以很久也不用喝水。
荒漠袋鼠最初是由歐洲人於1841年發現，其後的90年再也沒有觀察到牠們。最後見到牠們是於1935年，當時一隻荒漠袋鼠正被三個人騎馬追捕。最後馬匹也追不到這隻荒漠袋鼠。